# Agapanthia suchalybaea
Agapanthia suchalybaea är en skalbaggsart som beskrevs av Edmund Reitter 1898. Agapanthia suchalybaea ingår i släktet Agapanthia och familjen långhorningar. Inga underarter finns listade i Catalogue of Life.